# Xian de Junan
Le xian de Junan (莒南县 ; pinyin : Jǔnán Xiàn) est un district administratif de la province du Shandong en Chine. Il est placé sous la juridiction de la ville-préfecture de Linyi.

## Démographie
La population du district était de 986 661 habitants en 1999.